# Karl Samuel Leberecht Hermann
Karl Samuel Leberecht Hermann ou  Carl Samuel Hermann (Königerode, 20 de janeiro de 1765 - Schönebeck (Salzlandkreis), 1 de setembro de 1846) foi um farmacêutico e químico alemão.
De maneira independente descobriu o cádmio em  1817. Em  1793, junto com o farmacêutico  Friedrich Gottlob Hayne instalam a primeira indústria química alemã.

## Publicações
- Über das schlesische Zinkoxyd, und über ein darin gefundenes sehr wahrscheinlich noch unbekanntes Metall, in: Gilberts Annalen der Physik 59, 1818, 95f.; 66, 1820, 285–289.